# Bruegel (bier)
Bruegel is een Belgisch bier gebrouwen in Brouwerij Van Steenberge te Ertvelde. 
Het bier is vernoemd naar de 16de-eeuwse schilder Pieter Bruegel. Bruegel is een amberkleurig bier, met nagisting op de fles of op het vat.
Mogelijk is Bruegel een etiketbier van Yersekes Mosselbier of Ever. De brouwerij vermeldt het bier niet op haar website.

## Technische fiche Bruegel
- 5% volume-alcohol, 12° Plato
- Amberkleurig bier met nagisting op fles of op vat
- Minimum 2 jaar houdbaar na botteldatum
- Verpakkingen: flesjes 33 cl; flessen 1,5 l; vaten 30 l.